# Jack Pierson
Pour les articles homonymes, voir Pierson.
Jack Pierson (né à Plymouth dans le Massachusetts en 1960) est un photographe et artiste américain.

## Biographie
Jack Pierson a étudié au Massachusetts College of Art and Design de Boston. Il est considéré comme faisant partie du groupe de photographes connu sous le nom des Cinq de Boston avec David Armstrong, Philip-Lorca diCorcia, Nan Goldin et Mark Morrisroe ; ils se sont connus à Boston au début des années 1980, ont travaillé indépendamment mais avec la caractéristique commune de photographier leur cercle d'amis immédiat dans des situations décontractées ou intimes.
Le travail de Jack Pierson se compose à la fois de photographies mais aussi de collages, installations, dessins ou encore de livres d'artiste. Sa série Self Portrait a été exposée lors de la biennale du Whitney Museum of American Art en 2004 mais on peut aussi trouver ses œuvres dans plusieurs grands musées internationaux. Jack Pierson partage son temps entre New York et son studio situé dans le désert sud-californien, près du parc national de Joshua Tree.
Plusieurs célébrités sont déjà passées devant son objectif telles que Michael Bergin, Naomi Campbell, Snoop Dogg, Brad Pitt, Massimiliano Neri ou Antonio Sabàto, Jr..
Jack Pierson revendique son homosexualité.

## Expositions personnelles
- 2021 Less and More, Galerie Regen Projects, Los Angeles[3],[4].
- 2017 Walking around, Galerie Thaddaeus Ropac, Pantin[5].
- 2014 Tomorrow's man, Galerie Thaddaeus Ropac, Paris[6],[7].
- 2012 "Jesus and Nazimova", Xavier Hufkens, Bruxelles
- 2010 Galerie Thaddaeus Ropac, Paris[8]
- 2009 
  - Kunst-Station St. Peter, Cologne
  - Centro de Arte Contemporàneo, Malaga
  - Christian Stein, Milan
- 2008 
  - Irish Museum of Modern Art, Dublin
  - Xavier Hufkens, Bruxelles
- 2007
  - Xavier Hufkens, Bruxelles
  - Regen Projects, Los Angeles
  - Centre d'Art Santa Monica, Barcelone, Espagne
- 2006 
  - Recents works, Galerie Thaddaeus Ropac, Paris
  - Selfportraits, Galerie Sabine Knust, Munich
  - The Golden Hour, Aurel Scheibler, Berlin
  - Jack Pierson / Tom Burr, Galerie Neu, Berlin
- 2005 
  - Danziger Projects, New York
  - Self Portraits, Galeria Javier Lopez, Madrid
  - Albert Merola Gallery, Provincetown, MA
  - Alison Jacques Gallery, Londres
  - Early Works and Beyond-Goodbye Yellow Brick Road, Daniel Reich Gallery, New York
- 2004 
  - Alison Jacques Gallery, Londres
  - Galerie Sabine Knust, Munich
- 2003 
  - Cheim & Read, New York
  - Galerie Roger Björgholmen, Stockholm
  - Why Jack Pierson, Rosenwald-Wolf Gallery and Hamilton Galleries
  - The University of the Arts, Philadelphie
  - Aurel Scheibler, Cologne
- 2002 
  - Regrets, Museum of Contemporary Art, Miami[9]
  - Galerie Thaddaeus Ropac, Salzbourg
  - Electric dreams, Barbican Art Galleries, Londres
  - Andre Simoens Gallery, Knokke-Zoute
  - Aurel Scheibler, Cologne
  - “Undentified Youth”, Galerie Thaddaeus Ropac, Paris
- 2001 
  - Taché-Lévy Gallery, Bruxelles
  - Photology, Milano
  - Regen Projects, Los Angeles
  - Glenn Horowitz Bookseller, East Hampton, New York
- 2000 
  - La vie, Galerie Thaddaeus Ropac, Paris[10]
  - Robert Pearre, Tucson
- 1999 
  - Cheim & Read, New York
  - Sprengel Museum Hannover
  - Galleri Roger Björkholmen, Stockholm
  - Espacio Aglutinador, Havanna, Cuba
  - Albert Merola Gallery, Provincetown, MA
  - The Art Association, Provincetown, MA
  - Kunstverein Heilbronn, Heilbronn
- 1998 
  - Galerie Roger Bjorkholmen, Stockholm
  - American Fine Arts, Co., New York
  - An Artificial Night, The Art Ginza Space, Shiseido, Tokyo
  - Pay me in coke, Taka Ishii Gallery Tokyo
  - Regen Projects, Los Angeles
  - Aurel Scheibler, Köln
- 1997 
  - CapcMusée d'art contemporain, Bordeaux
  - Frankfurter Kunstverein, Frankfurt a.M.
  - New Photographs, Albert Merola Gallery, Provincetown
  - Aurel Scheibler, Köln
  - Edition Schellmann, New York
  - Gio Marconi, Milano
- 1996 
  - NZET PROJEKT, Gand
  - Luhring Augustine, New York
  - White Cube, Londres[11]
- 1996 
  - Modulo Centro Difuso de Arte, Lisbonne
    - Galerija Dante Marino Cettina, Stella Maris, Croatie

  - Galerie Philippe Rizzo, Paris
  - Regen Projects, Los Angeles
  - Ursula Blickle Stiftung, Kraichtal
- 1995 
  - Jack Hanley Gallery, San Francisco
  - Baldwin Gallery, Aspen
  - Parco Gallery, Tokyo
  - Theoretical Events, Naples
  - Traveling Show, Museum of Contemporary Art, Chicago
  - Aurel Scheibler, Köln
  - Texas Gallery, Houston
  - Galleri Index, Stockholm
  - Galleri Roger Björkholmen, Stockholm
- 1994 
  - Fine Arts Work Center, Provincetown
  - Luhring Augustine, New York
  - American Dreaming: The Work of Edward Hopper and Jack Pierson, Whitney Museum of American Art, New York
  - Regen Projects, Los Angeles

1992
- - Jack Hanley Gallery, San Francisco
  - Tom Cugliani Gallery, New York
  - White Columns, New York
  - Aurel Scheibler, Köln
  - Richard Kuhlenschmidt Gallery, Los Angeles
- 1991 
  - Richard Kuhlenschmidt Gallery, Los Angeles
  - Pat Hearn Gallery, New York
- 1990 Simon Watson, New York

## Expositions collectives
• 2009 : "Ca me touche", les invités de Nan Goldin, au Rencontres d'Arles, France.